# Ptichodis bifasciata
Ptichodis bifasciata là một loài bướm đêm trong họ Erebidae.